# Georges Delavenne
Pour les articles homonymes, voir Delavenne.
Georges Hilaire Delavenne, né le 24 avril 1875 à Paris et mort le 4 août 1945 dans la même ville est un politicien français et président du Conseil de la Seine.

## Biographie
Georges Delavenne est le fils de Gustave Delavenne et de Marie Jeanne Orsini. Georges Delavenne sera le beau-frère du président de la FIFA et créateur de la coupe du monde de football Jules Rimet. Il sera cofondeur du club de football Red Star avec Jules Rimet et Jean de Piessac.
Georges Delavenne se présente pour la première fois en 1904 dans le quartier du Gros-Caillou où il récolte 1413 voix, soit 21,8 % des suffrages. Au second tour, il se désiste pour soutenir Joseph Ménard. C'est finalement en 1911 que Delavenne deviendra pour la première fois conseiller municipal de Paris, position qu'il gardera jusqu'en 1935. De 1929 à 1930, Delavenne deviendra président du conseil général de la Seine.
Mort en 1945, il est inhumé au cimetière du Montparnasse.

## Hommage
Une rue de Paris a porté son nom avant d'être renommée rue Joseph-Granier en 1945.